# Instituto Histórico e Geográfico de Montes Claros
O Instituto Histórico e Geográfico de Montes Claros - "Casa de Simeão Ribeiro Pires" - é uma entidade cuja finalidade é a promoção e a difusão de conhecimentos de história, geografia e ciências afins, localizado no município brasileiro de Montes Claros, na região norte do estado de Minas Gerais, bem como no "fomento da cultura, a defesa e a conservação do patrimônio histórico, artístico e cultural", fundado em 27 de dezembro de 2006, idealizado pelos pesquisadores Dário Teixeira Cotrim, Haroldo Lívio de Oliveira, Luís Ribeiro e Wanderlino Arruda.

## Histórico e publicação
A instituição teve seu germe entre membros da Academia Montes-clarense de Letras que, laborando na pesquisa histórica e geográfica no Norte Mineiro e do Sudoeste Baiano, decidiram criar a nova instituição. Na data de sua fundação, reuniram-se em casa de Wanderlino Arruda, além do próprio, os seguintes membros-fundadores: Yvonne de Oliveira Silveira, Zoraide Guerra David, Juvenal Caldeira Durães, Gy Reis, Luiz Ribeiro, Dário Cotrim, Haroldo Oliveira e Amelina Chaves.
Para tanto, contou-se com apoio e orientação do Instituto Histórico e Geográfico de Minas Gerais através de seus membros Marco Aurélio Baggio, Fernando Antônio Xavier Brandão e Jorge Lasmar, também presentes na sua instalação.
Teve por sua primeira diretoria composta por Luiz de Paula Ferreira (Presidente de Honra), Wanderlino Arruda (Presidente), Dário Teixeira Cotrim (1º Vice-Presidente), Haroldo Lívio de Oliveira (2º Vice-Presidente), Marta Verônica V. Leite (Diretora Executiva), Petrônio Braz (Diretor Secretário), Lázaro Francisco de Sena (Diretor-Secretário Adjunto), Juvenal Caldeira Durães (Diretor de Finanças), Hélio de Morais (Diretor de Finanças Adjunto), Regina Maria Barroca Peres (Diretora de Protocolo), Raquel Veloso Mendonça (Diretora Cultural), Amelina Chaves (Diretora de Biblioteca), Milene A. C. Maurício (Diretora de Museu), Itamaury Telles de Oliveira (Diretor de Relações Públicas) e Luiz Ribeiro (Diretor de Jornalismo). Este quadro social coordenou a instalação da instituição no seu primeiro biênio, tendo sido reeleito para o biênio seguinte. Com a passagem do confrade Luiz de Paula Ferreira para a Galeria da Saudade, é Presidente de Honra a confreira Palmyra Santos Oliveira. Além de Wanderlino Arruda foram presidentes Dário Teixeira Cotrim, Itamaury Teles de Oliveira e Lázaro Francisco Sena.
O Instituto, que tem por lema "Labor omnia vincit", publica duas vezes por ano uma revista que reúne artigos de seus membros efetivos e correspondentes. É responsabilidade de uma Comissão, integrada por sete de seus membros.

## Membros efetivos e correspondentes
O IHGMC possui cem membros efetivos, com suas respectivas Cadeiras e Patronos; os membros correspondentes não têm número limitado e eram, em 2009, um total de vinte e nove membros.